# New College (University of Edinburgh)
New College er en historisk bygning på University of Edinburgh der huser universitetets School of Divinity. Det er et af de største og mest kendte steder for forkning i teologi og religionsvidenskab i Storbritannien. Studenter er MA-, teologi- eller Ph.d.-studerende, og kommer fra over 30 lande, og New College har knap 40 akademiske fastansatte. New College ligger på The Mound i den nordlige del af Edinburghs Old Town.
New College åbnede oprindeligt i 1846 som et college for Free Church of Scotland, senere United Free Church of Scotland, og siden 1935 har det været stdet for School of Divinity (tidligere Faculty of Divinity) på University of Edinburgh. New College tilbyder akademisk forberedelse for præster i Church of Scotland, men også for andre kirker. I 1970'erne byegyndte Faculty of Divinity også at tilbyder bachelorgrader i teologi og religionsvidenskab, og disse udgør nu størstedelen af de omkring 300 bachelorstuderende, som begynder hvert år.